# 萊特鎮 (威斯康辛州)
萊特鎮（Wrightstown）是美国威斯康星州布朗县的一个小镇。 2010年人口普查时，該鎮人口为2,221人。 